# Juan Pablo de Lojendio y Pardo-Manuel de Villena
Juan Pablo de Lojendio y Pardo-Manuel de Villena (n. San Sebastián, 31 de agosto de 1950) es, desde 2006, el V duque de Arévalo del Rey, grande de España.

## Biografía
Es hijo de María Consuelo Pardo-Manuel de Villena y Verástegui, IV duquesa de Arévalo del Rey, y de Juan Pablo de Lojendio e Irure y nieto del conde-duque Carlos Pardo-Manuel de Villena y Jiménez. Nació en San Sebastián el 31 de agosto de 1950. Su padre fue embajador de España en Cuba y alcanzó notoriedad al protagonizar en enero de 1960 un incidente con Fidel Castro, tras unas declaraciones televisivas del líder cubano, que le costó la inmediata expulsión de la isla. Posteriormente estaría destinado en el Ministerio de Asuntos Exteriores y en las embajadas españolas en Berna, Italia y la Santa Sede.
Juan Pablo de Lojendio y Pardo-Manuel de Villena se casó el 23 de noviembre de 1976 con Rosario Pérez-Yarza Márquez, nieta de los duques de Grimaldi.
En 1951, su madre rehabilitó el título del marquesado de Vellisca, con grandeza de España, que había quedado vacante en 1931 con la muerte del noveno titular, Luis Melo de Portugal y Pérez de Lema. La muerte sin descendencia de su tío el duque Arturo Pardo-Manuel de Villena y Verástegui en 2005 hizo a su madre portadora del título de duquesa de Arévalo del Rey en 2005. En 2006 su madre le cedió el ducado siendo, desde entonces, el V duque de Arévalo del Rey. La real carta de sucesión fue expedida el 10 de febrero de 2006 por el Ministerio de Justicia.

## Títulos y tratamientos
Esta tabla aún no está actualizada. Puedes contribuir aportando información sobre títulos y tratamientos de esta persona.